# Дихромниобий
Дихромниобий — бинарное неорганическое соединение
ниобия и хрома
с формулой NbCr2,
кристаллы.

## Получение
- Спекание стехиометрических количеств чистых веществ:

{\displaystyle {\mathsf {Nb+2Cr\ {\xrightarrow {1770^{o}C}}\ NbCr_{2}}}}

## Физические свойства
Дихромниобий образует кристаллы
кубической сингонии,
пространственная группа F d3m,
параметры ячейки a = 0,6981 нм, Z = 8,
структура типа димедьмагния MgCu2.
Имеет большую область гомогенности 30-39 ат. % ниобия.
При температуре 1585-1625°С (в зависимости от состава) происходит переход в фазу
гексагональной сингонии,
пространственная группа P 63/mmc.
параметры ячейки a = 0,4931 нм, c = 0,8123 нм, Z = 4,
структура типа дицинкмагния MgZn2.
Соединение конгруэнтно плавится при температуре 1770 °С.
Образует две эвтектики:
- с хромом состава 12 ат.% ниобия и температурой плавления 1620 °С;
- с ниобием состава 50 ат.% ниобия и температурой плавления 1650 °С.